# Bruce Seven
Bruce Seven (4 giugno 1946 – 15 gennaio 2000) è stato un regista e produttore cinematografico statunitense pornografico.
Diresse oltre 200 film ed è membro della AVN Hall of Fame e della XRCO Hall of Fame.

## Carriera
Bruce Seven lavorò come tecnico addetto agli effetti speciali in film mainstream prima di entrare nell'industria del porno. Cominciò girando come hobby filmini porno bondage su pellicola 8 millimetri nel 1970 circa. Nel 1980 fu assunto come cameraman professionista dalla Bizarre Video.
Nel 1983 insieme all'attore porno John Stagliano formò la Lipstik Video, una società di produzione di filmini lesbo. Per la Lipstik, Seven produsse e co-diresse il suo primo film, Aerobisex Girls.
Nel 1984 sposò l'attrice pornografica Bionca. Dal 1984 al 1986, Seven diresse una serie di video per la Vivid Entertainment con protagonista Ginger Lynn. Inoltre, a partire dal 1985 produsse e diresse la serie Loose Ends per la 4-Play Video.
Alla fine degli anni ottanta si ammalò seriamente a causa di un enfisema e nel 1989 fu ricoverato in ospedale.
Negli anni novanta girò alcuni film per lo studio Evil Angel Productions di John Stagliano, inclusi alcuni delle serie Buttman e Buttwoman.
Nel 1993 lanciò insieme alla moglie Bionca la loro nuova compagnia di produzione, la Exquisite Pleasures. Produsse e diresse Takin' It to the Limit con Bionca. Il film fu il debutto da regista per Bionca e nel 1994 vinse il premio XRCO Award come "Best Video".
Nel 1995 fu colpito da un colpo apoplettico che lo costrinse su una sedia a rotelle. Continuò comunque a produrre e dirigere.
Morì il 15 gennaio 2000 a causa di complicazioni dovute all'enfisema.

## Premi e riconoscimenti
- 1994 XRCO Award "Best Video" - Takin' It to the Limit (co-regista con Bionca)[5][6]
- 2007 Adam Film World "Lifetime Achievement Award"[7]
- 1993 XRCO Hall of Fame[3]
- 2000 AVN Hall of Fame[1][8]

## Filmografia
- Buttslammers 18 (1998)
- Perverse Addictions (1998)
- Buttslammers 16 (1997)
- Buttslammers 15 (1997)
- ButtSlammers 14: Trippin' the Ass Fantastic (1997)
- Takin' It to the Limit: Bruce and Bionca's Favorite Scenes (1997)
- Takin' It to the Limit 10: No Holes Barred! (1997)
- Takin' It to the Limit 8: Hooked on Crack (1997)
- Buttslammers the 13th (1997)
- Buttslammers 11: Asshole to Asshole (1996)
- Buttslammers 12: Anal Madness (1996)
- Caught & Punished (1996)
- Compendium of Bruce Seven's Most Graphic Scenes 6 (1996)
- Takin' It to the Limit 9: Rear Action View (1996)
- Takin' It to the Limit 7 (1996)
- Yvonne's Odyssey (1996)
- Beyond Reality: Mischief in the Making (1996)
- Anal Adventures of Bruce Seven (1995)
- Best of Buttslammers 1 (1995)
- Buttslammers 9 (1995)
- Hang 'Em High (1995)
- The Incredible Edible Christy Canyon (1995)
- Takin' It to the Limit 5: Scandalous Moments (1995)
- Takin' It to the Limit 4 (1995)
- Takin' It to the Limit 2 (1995)
- A Touch of Leather (1994)
- A World of Hurt (1994)
- Burning Desires (1994)
- Buttslammers 8: The Ultimate Invasion (1994)
- Buttslammers 7: Indecent Decadence (1994)
- Buttslammers 6: Over the Edge (1994)
- Buttslammers 5: Quake, Rattle and Roll! (1994)
- Forever Payne (1994)
- Obsession (1994)
- Overkill (1994)
- Painful Cheeks: Shades of Red (1994)
- Punished Innocence (1994)
- Shane's Ultimate Fantasy (1994)
- Takin' It to the Limit (1994)
- The Ecstasy of Payne (1994)
- The Pain Connection (1994)
- All the Girls Are Buttslammers (1993)
- Attitude Adjustment (1993)
- A Twist of Payne (1993)
- Blind Innocence (1993)
- Buttslammers 4: Down and Dirty (1993)
- Buttslammers III: The Ultimate Dream (1993)
- Buttslammers 2: The Awakening of Felecia (1993)
- Caught in the Act (1993)
- Compendium of Bruce Seven's Most Graphic Scenes 2 (1993)
- Crime Doesn't Pay (1993)
- Depraved (1993)
- Felecia's Folly (1993)
- Forbidden Obsessions (1993)
- Painful Pleasures (1993)
- Party of Payne (1993)
- The Distress Factor (1993)
- The Submission of Felecia (1993)
- Thrill Seekers (1993)
- Web of Darkness (1993)
- Whacked! (1993)
- Arsenal of Fear (1992)
- Blame It on Bambi (1992)
- Buttman's Revenge (1992)
- Buttman vs. Buttwoman (1992)
- Buttwoman 2: Behind Bars (1992)
- Cruel Passions (1992)
- Dances with Pain (1992)
- Dark Destiny (1992)
- For the Hell of It (1992)
- Hot Rod to Hell 2 (1992)
- Painful Lessons (1992)
- The Dungeon Master (1992)
- The Power of Summer 2: Reward (1992)
- The Power of Summer 1: Revenge (1992)
- A Journey Into Darkness (1991)
- Bound for Pleasure (1991)
- Dark Interludes (1991)
- Dr. Butts (1991)
- Favorite Endings (1991)
- Fit to Be Tied (1991)
- Hot Rod to Hell (1991)
- Mystery of Payne (1991)
- Snatched to the Future (1991)
- The Autobiography of a Whip (1991)
- The Chains of Torment (1991)
- The Fear Zone (1991)
- The Sting of Ecstasy (1991)
- Where the Girls Sweat II: 'More Girls.... ...More Sweat' (1991)
- You Bet Your Ass (1991)
- Challenged (1990)
- Controlled (1990)
- Corruption (1990)
- Driving Miss Daisy Crazy (1990)
- Ghostlusters (1990)
- House of Dark Dreams 2 (1990)
- Kitten's (1990)
- Most Graphic Scenes 1 (1990)
- Power Play (1990)
- The Challenge (1990)
- The Face of Fear (1990)
- The Hard Riders (1990)
- The House of Dark Dreams (1990)
- The Kitty Kat Club (1990)
- Thrill Seekers (1990)
- Wet 'n' Working (1990)
- Where the Girls Sweat (1990)
- Aerobisex Girls II (1989)
- Best of Loose Ends (1989)
- Dresden Diary 4 (1989)
- Dresden Diary 3 (1989)
- Eye of the Tigress (1989)
- Jaded (1989)
- Lips on Lips (1989)
- Loose Ends VI (1989)
- Shadows in the Dark (1989)
- The Finer Things of Life (1989)
- A.S.S. (1988)
- Barbii Unleashed (1988)
- Bionca on Fire (1988)
- Bound for Bondage (1988)
- Conflict (1988)
- Infidelity (1988)
- Loose Ends V (1988)
- Loose Ends IV: The Ultimate Tail (1988)
- Hard Rockin' Babes (1987)
- Aerobics Girls Club (1986)
- Beyond Thunderbone (1986)
- Club Ginger (1986)
- Sex Asylum II (1986)
- Taste of Genie (1986)
- The World According to Ginger (1986)
- Greatest All Girl Hits (1986)
- Gentlemen Prefer Ginger (1986)
- Ginger's Sex Asylum (1986)
- The Ginger Effect (1986)
- Amber Lynn: The Totally Awesome (1985)
- Ginger on the Rocks (1985)
- Harlequin Affair (1985)
- Hollywood Starlets (1985)
- Loose Ends (1985)
- Loose Ends II (1985)
- Poonies (1985)
- Teacher's Favorite Pet (1985)
- The Enchantress (1985)
- Project: Ginger (1985)
- Bound for Desire (1984)
- Daddy Doesn't Know (1984)
- Head Games (1984)
- Hot Spa (1984)
- Shave Tail (1984)
- Star 84, the Tina Marie Story (1984)
- Teasers (1984)
- Wild Weekend (1984)
- Bondage Interludes 2 (1983)
- Bizarre Fantasies (1983)
- Bondage Interludes (1983)
- Bouncing Buns (1983)
- Bound for Slavery (1983)
- Outlaw Women (1983)
- Passion for Bondage (1983)
- Rear Action Girls (1983)
- Woman Times Four (1983)
- Aerobisex Girls (1983)